# Kvarnetjärnen (Töftedals socken, Dalsland)
Kvarnetjärnen är en sjö i Dals-Eds kommun i Dalsland och ingår i Enningdalsälvens huvudavrinningsområde.